# Омельчук Аліція Віталіївна
Аліція Віталіївна Омельчук (нар. 10 червня 1946, Скерневиці, Польща) — радянська і українська акторка театру і кіно.

## Життєпис
У 1964 закінчила театральну студію при Житомирському музично-драматичному театрі, в 1985 — Київський державний інститут театрального мистецтва ім. І. Карпенка-Карого.
З 1964 року — акторка Житомирського українського музично-драматичного театру.
З 1979 року — акторка Театру-студії кіноактора кіностудії ім. Довженка.
Член Національної Спілки кінематографістів України.

## Фільмографія
Знялась у стрічках:
- «Платон мені друг» (1980)
- «Довгі дні, короткі тижні...» (1980, т/ф, 2 с, Ліза)
- «Провал операції „Велика ведмедиця“» (1983)
- «Третій у п'ятому ряду» (1984, епіз.)
- «Чоловіки є чоловіки» (1985, Людмила Іванівна)
- «Трійка» (1985, епіз.)
- «Звинувачується весілля» (1986, епіз.)
- «Поруч з вами» (1986, завмаг)
- «І в звуках пам'ять відгукнеться...» (1986)
- «Самотня жінка бажає познайомитися» (1986)
- «Увійди в кожен будинок» (1989, епіз.)
- «Нині прослався син людський» (1990, епіз.)
- «По-модньому» (1992)
- «Сільські бувальщини» (1992)
- «По ревізії»
- «Кайдашева сім'я» (1993, фільм 2-й)
- «Острів любові» (1995, т/с)
- «Один за всіх» (2003, т/с)
- «Повернення Мухтара 2» (2005, т/с)
- «За все тобі дякую» (2005, т/с, акушерка)
- «Повернення Мухтара 3» (2006, т/с)
- «За все тобі дякую-2» (2006, т/с, акушерка)
- «Танго кохання» (2006, секретарка)
- «Рік золотої рибки» (2007)
- «Повернення Мухтара 4» (2008, т/с)
- «Червоний лотос» (2008, Аглая Матвіївна Прохорова)
- «Роман вихідного дня» (2008, Анна)
- «Розлучниця» (2009, т/с, пацієнтка у лікаря)
- «Територія краси» (2009, т/с, Анна Генріхівна, тітонька Іллі)
- «Повернення Мухтара 7» (2011, т/с, 55-та серія, Параска Василівна Мишалова, сусідка Петрушкіна)
- «Я прийду сама» (2011—2012, т/с, Людмила Василівна, тітка Тетяни)
- «Повернення Мухтара 8» (2012, т/с, 11-та серія, Надія Петрівна Маслова)
- «П'ять років і один день» (2012, Галя, санітарка)
- «Генеральська невістка» (2012, т/с, Анна Семенівна, вахтерка)
- «Гордієв вузол» (2014, епіз.)
- «Що робить твоя дружина?» (2017, сусідка)
- «Стоматолог» (2018, т/с, епіз.)
- «Помилковий лист» (2018, т/с, Єлизавета Петрівна)
- «Чуже життя» (2018, т/с, епіз.)
- «Казка про гроші» (2018, мати Катрі) та ін.